# Jean-Baptiste Devillas
Jean-Baptiste Devillas (20 février 1750, Pierrefort - 30 avril 1831, Pierrefort), est un homme politique français, député aux États généraux de 1789 et magistrat au tribunal de Saint-Flour puis de Pierrefort jusqu'en 1824.

## Biographie
Avocat au parlement et bailli de la ville de Pierrefort, il est élu député du tiers aux États généraux par le bailliage de Saint-Flour le 26 mars 1789. Il reste député jusqu'au 30 septembre 1791.
Il avait épousé Jeanne Contrastin, fille d'Antoine Contrastin, docteur en médecine d'Aurillac et Anne Rose Couderc, le 11 janvier 1774 dont postérité.
Le 22 juin 1789, il signe le serment du jeu de paume.
Il est nommé juge au Tribunal révolutionnaire de Paris par la loi du 18 décembre 1794 (8 nivose an III) et siège au procès de Fouquier-Tinville.
Le 24 vendémiaire an IV, il est élu administrateur du département du Cantal et, après le 18 brumaire, conseiller général du département.Il est remplacé dans ses fonctions par une ordonnance royale du 14 février 1816.
Il fut le président du Conseil général du Cantal en 1804 et en 1807. 
Il devient juge de paix de Pierrefort de 1816 à 1824.